# Tricorythodes kirki
Tricorythodes kirki är en dagsländeart som beskrevs av Baumgardner 2007. Tricorythodes kirki ingår i släktet Tricorythodes och familjen Leptohyphidae. Inga underarter finns listade i Catalogue of Life.